# Clare Bell
Pour les articles homonymes, voir Bell.
Œuvres principales
- Série Ratha's creature

Clare Bell, née le 19 juin 1952 à Hitchin en Angleterre, est un écrivain anglaise connue pour sa série de livres pour la jeunesse Ratha's Creature, des romans de fantasy mettant en scène des félins préhistoriques.
Née en 1952 à Hitchin en Angleterre, sa famille déménage en 1957 aux États-Unis. Après des études à l'université de Californie, elle travaille comme technicienne en géologie et en hydrogéologie à l'United States Geological Survey puis comme électrotechnicienne après avoir suivi une formation chez IBM.
Passionnée de Paléontologie, elle adore notamment les travaux de Charles R. Knight. Son premier roman de la série Ratha's Creature est publié en 1983. Trois autres tomes sortent en 1984, 1990 et 1991. La série reste en suspens pendant des années, jusqu'à ce que Clare Bell découvre qu'elle a toujours des fans sur Internet.